# 신태호 (승려)
신태호(辛太浩, 일본식 이름: 重光常圓 또는 重光太浩, 1890년 ~ ?)는 일제강점기의 스님이다. 당호는 경해(鏡海).

## 생애
1890년에 태어나 경상남도 통도사 재적 승려가 되었다는 점 외에 신상에 대한 것은 알 수 없다. 1920년에는 일본에 유학 중이었다. 1924년 도쿄의 도요 대학 인도철학과를 졸업하였다.
도요 대학 졸업 후 통도사로 귀국한 것으로 보이나 역시 상당 기간의 행적이 기록에 남아 있지 않다. 1938년에 통도사에 설치된 평의원회 감사 중 한 사람으로 다시 모습을 드러냈고, 1939년 경남 3개 본산인 통도사와 범어사, 해인사가 함께 개최한 종무협의회에서 6명의 이사 중 한 명으로 선출되었다.
1941년에는 통도사 주지로 선출되어 조선총독부의 인가를 받았다. 이때는 창씨개명(일본식 성명 강요) 정책에 따라 성과 이름을 일본식으로 바꾼 후였다. 통도사 주지로 재직하면서 1942년 1월 1일에 신년을 기해 '일본군 전승 기원 및 전몰장병 위령 법회'라는 행사를 여는 등, 1941년 말에 발발한 태평양 전쟁과 관련된 시국 행사에 열성적으로 앞장선 행적이 있다. 이같은 시국 법요는 여러 차례 반복되었고, 1942년 10월 23일에는 통도사에서 야스쿠니 신사의 제사 의식대로 법회를 열기도 했다.
태평양 전쟁이 장기적인 국면에 접어들면서 전쟁 물자가 부족해지자, 신태호는 통도사 풍치림을 벌채하여 전함 재료로 헌납하기로 했다. 이 사실은 《매일신보》에 자세히 보도되었다. 매일신보의 발표로는, 신태호는 "조선의 흥망을 걸고 싸우는 이 결전을 돌파키 위하야 한 척의 배라도 더 많이 만들자"는 목적에서 120정보의 천년 묵은 숲을 일본군에게 바치면서 성대한 헌납식까지 열었다.
1944년 7월에 불교계가 모금해 헌납하기로 한 두 번째 비행기 마련을 위해 5,019원을 헌납한 것을 마지막으로 행적을 알 수 없다.
민족문제연구소가 2008년에 발표한 친일인명사전 수록예정자 명단 종교 부문에 포함되었다.

## 같이 보기
- 통도사

## 참고자료
- 임혜봉 (2005년 3월 1일). 〈신태호 : 통도사 풍치림을 일본 전함 제조를 위해 벌채한 통도사 주지〉. 《친일 승려 108인》. 서울: 청년사. 666~669쪽쪽. ISBN 9788972783848.